# 图像压缩
图像压缩是数据压缩技术在数字图像上的应用，目的是减少图像数据中的冗余信息，从而用更加高效的格式存储和传输数据。

## 壓縮的原理
資料越一致，代表統計特性越集中，包括傅立葉轉換域(Fourier transform domain)、直方圖(histogram)、特徵值(eigenvalue)......等方面的集中度。壓縮的通則即是利用資料的一致性，越一致的資料，越能夠進行壓縮。除此之外，也可利用資料的規則性與可預測性來對其作壓縮。通常而言，若可以用比較精簡的自然語言來描述一個東西，那麼也就越能夠對這個東西作壓縮。

### 利用資料的特性作壓縮
- 文章：常用字或字母(字母多出現E，少出現QXZ)。
- 歌曲：重複的旋律、頻率的倍頻關係、節拍內頻率的穩定。
- 聲音：能量多集中在低頻、頻率在短區間內的穩定。
- 卡通：每塊區域的邊緣(edge)資訊與顏色(color)、邊緣(edge)資訊可以用較少參數編碼(如果邊緣(edge)是幾何圖案)。

### 資料壓縮範例
- 聲音：MP3(.mp3)，壓縮率約1/3。
- 圖片：JPEG(.jpg)，壓縮率約1/10(灰階)或1/20(彩色，利用4：2：0)。
- 影片：MPEG(H.264、H.265)，壓縮率約1/30(灰階)或1/60(彩色)。

## 影像的一致性

### 空間上的一致性
影像中每一點的值，會和相鄰的點的值非常接近。
{\displaystyle \operatorname {F} [m,n+1]\,\!} ≈ {\displaystyle \operatorname {F} [m,n]\,\!}
{\displaystyle \operatorname {F} [m+1,n]\,\!} ≈ {\displaystyle \operatorname {F} [m,n]\,\!}
直方圖(histogram)是統計出現次數的一種方法，它會去計算一個向量(vector)或一個矩陣(matrix)當中，有多少個點會等於某一個值。
舉例來說，{\displaystyle \operatorname {x} [n]=[1,2,3,4,4,5,5,3,5,5,4]\,\!}
則 {\displaystyle \operatorname {x} [n]\,\!}的直方圖(histogram)為
{\displaystyle \operatorname {h} [1]=1\,\!}，{\displaystyle \operatorname {h} [2]=1\,\!}，{\displaystyle \operatorname {h} [3]=2\,\!}，{\displaystyle \operatorname {h} [4]=3\,\!}，{\displaystyle \operatorname {h} [5]=4\,\!}
將影像相臨值的差異，利用直方圖(histogram)來統計，會發現值幾乎都落在0附近。

### 頻率上的一致性
一張影像的頻譜大多集中在低頻的地方。
影像的「頻率」是在空間域(space domain)作分析：
- 低頻成分代表變化較為緩和的地方，對應的是影像的「顏色」(color)和「強度」(intensity)。
- 高頻成分代表變化較為劇烈的地方，對應的是影像的「邊緣」(edge)和「雜訊」(noise)。

## 常用影像壓縮技術
壓縮的技術分成兩種：失真壓縮(lossy compression)的壓縮率較高，但無法重建原來的資料，例如：DFT、DCT、KLT(搭配量化(quantization)與截斷(truncation))、4：2：2或4：2：0、多項式曲線的近似(polynomial approximation)；無失真壓縮(lossless compression)的壓縮率較低，但可以重建原來的資料，例如：二元編碼(binary coding)、霍夫曼編碼(Huffman coding)、算術編碼(arithmetic coding)、格倫布編碼 (Golomb coding)。

### 4：2：2或4：2：0
此技術運用的是空間上的一致性。
將像素(pixel)的RGB值，利用以下的公式轉換成YCbCr
Y  =  0.299 R + 0.578 G + 0.114 B
Cb = -0.169 R - 0.331 G + 0.500 B ( Cb = 0.565 (B - Y) )
Cr =  0.500 R - 0.419 G - 0.081 B ( Cr = 0.713 (R - Y) )
其中 Y 是亮度(Luminance)，Cb是藍色色差(chrominance) ，Cr 是紅色色差(chrominance)。 
人類的視覺系統，對於亮度比較敏感，而對於彩度比較不敏感。
因此我們可以利用人類視覺的特性，減少Cb、Cr的取樣個數，取樣格式有4：2：2 與 4：2：0兩種。
假設一張圖片原本壓縮前(即4：4：4)的Y、Cb、Cr各有M×N個值，4：2：2的壓縮Y保留為M×N個值、Cb、Cr則取樣到各剩下M/2×N個值；4：2：0的壓縮Y同樣保留為M×N個值、Cb、Cr則進一步取樣到各剩下M/2×N/2個值。
從4：4：4到4：2：2，壓縮率約為2/3；從4：4：4到4：2：0，壓縮率約為1/2。
從4：4：4壓縮到4：2：2，再壓縮到4：2：0，單一像素(pixel)儲存的bit 數可以等效為：24 bits/pixel → 16 bits/pixel → 12 bits/pixel。
還原時，則是利用插值(interpolation)的方式：
{\displaystyle \operatorname {C_{\text{b}}} [2m+1,2n]\,\!} = 1/2 ×({\displaystyle \operatorname {C_{\text{b}}} [2m,2n]\,\!} + {\displaystyle \operatorname {C_{\text{b}}} [2m+2,2n]\,\!}             )

### 8×8 離散餘弦轉換(DCT)
此技術運用的是頻率上的一致性。
通常我們會將影像切成8×8的方格作離散餘弦轉換(DCT)，原因如下：
- 一張影像的每個區塊，其高低頻成分都不一樣，對整張影像直接作離散餘弦轉換(DCT)，多少會有高頻成分的出現。如果切成8×8的方格，則對大部分的方格幾乎都沒有高頻成分。
- 降低記憶體的需要量
- 降低運算量

經過離散餘弦轉換(DCT)後的8×8矩陣稱為DCT矩陣。DCT矩陣最左上角的係數稱為直流(DC)成分，而其他63個係數則稱為交流(AC)成分。越靠近DC值的AC值係數表示頻率較低的部分，而越往右下角方向的AC值代表的頻率則越高。
2D的8×8 DCT的輸出通常會按照"zigzag"的順序，將2D轉為1D的型態。按照此順序排列，能量可能較大的會被擺在前面，而後面的高頻成分從某個值開始後幾乎為零，以符號EOB(end of block)表示，指後面的高頻的部分經過量化(quantization)之後皆為0。

### 差分編碼(Differential coding)
此技術運用的是空間上的一致性。
差分編碼指的是，除第一個元素外，將其中各元素都表示為各該元素與其前一元素的差的編碼。
對{\displaystyle \operatorname {DC} [i,j]\,\!} ，是針對 {\displaystyle \operatorname {DC} [i,j]\,\!} - {\displaystyle \operatorname {DC} [i,j-1]\,\!} 去編碼，
而不是直接對{\displaystyle \operatorname {DC} [i,j]\,\!}作編碼。

### 霍夫曼編碼(Huffman coding)
霍夫曼編碼(Huffman coding)的編碼原則：(Greedy Algorithm)
- 所有的碼皆在編碼樹(coding tree)的端點，再下去沒有分枝。滿足唯一可解譯碼(uniquely decodable code)與即時可解碼(instantaneous decodable code)。
- 機率越大的，編碼長度(code length)越短；機率越小的，編碼長度(code length)越長。
- 假設 {\displaystyle S_{\text{a}}\,\!} 是第L層的節點(node)，{\displaystyle S_{\text{b}}\,\!} 是第L+1層的節點(node)，則 {\displaystyle \operatorname {P} (S_{\text{a}})\,\!} >= {\displaystyle \operatorname {P} (S_{\text{b}})\,\!} 必須滿足。

不滿足以上的條件則往上推一層。

### 算術編碼(Arithmetic coding)
霍夫曼編碼(Huffman coding)是將每一筆資料分開編碼，算術編碼(Arithmetic coding)則是將多筆資料一起編碼，因此壓縮效率比霍夫曼編碼(Huffman coding)更高，近年來的壓縮資料大多使用算術編碼(Arithmetic coding)。
- 範例：

假設要對X來作二進位的編碼，且經過事先的估計，{\displaystyle \operatorname {X} [i]=a\,\!} 的機率為0.8，{\displaystyle \operatorname {X} [i]=b\,\!} 的機率為0.2。
若實際上輸入的資料為 {\displaystyle \operatorname {X} =aaabaa\,\!}
Initial({\displaystyle \operatorname {X} [1]=a\,\!})：lower =0，upper=0.8
When i = 2 ({\displaystyle \operatorname {X} [2]=a\,\!})：lower =0，upper=0.64
When i = 3 ({\displaystyle \operatorname {X} [3]=a\,\!})：lower =0，upper=0.512
When i = 4 ({\displaystyle \operatorname {X} [4]=b\,\!})：lower =0.4096，upper=0.512
When i = 5 ({\displaystyle \operatorname {X} [5]=a\,\!})：lower =0.4096，upper=0.49152
When i = 6 ({\displaystyle \operatorname {X} [6]=a\,\!})：lower =0.4096，upper=0.475136
由於 lower =0.4096，upper=0.475136
lower <= 14*{\displaystyle 2^{-5}\,\!} < 15*{\displaystyle 2^{-5}\,\!} <= upper
所以編碼的結果為
{\displaystyle 14_{\text{(2,5)}}=01110\,\!}

## 動態影像之編碼
MPEG(Moving Picture Experts Group)為動態影像編碼的國際標準。
動態影像編碼的使用原理為：不同時間，同一個像素(pixel)之間的相關度通常極高，只需對有移動的物件(objects)記錄移動向量(motion vector)。
{\displaystyle \operatorname {F} [m,n,t]\,\!} ：時間為t的影像
如何由{\displaystyle \operatorname {F} [m,n,t]\,\!} ，{\displaystyle \operatorname {F} [m,n,t+delta]\,\!} 來預測 
{\displaystyle \operatorname {F} [m,n,t+2*delta]\,\!}？
(1)移動向量{\displaystyle \operatorname {V_{\text{x}}} [m,n]\,\!}，{\displaystyle \operatorname {V_{\text{y}}} [m,n]\,\!}
(2)預測{\displaystyle \operatorname {F} [m,n,t+2*delta]\,\!}：
{\displaystyle \operatorname {F_{\text{p}}} [m,n,t+2*delta]\,\!} = {\displaystyle \operatorname {F} [m-{V_{\text{x}}}[m,n],n-{V_{\text{y}}}[m,n],t+delta]\,\!}
(3)計算「預測誤差」
{\displaystyle \operatorname {E} [m,n,t+2*delta]\,\!} = {\displaystyle \operatorname {F} [m,n,t+2*delta]\,\!} - {\displaystyle \operatorname {F_{\text{p}}} [m,n,t+2*delta]\,\!}
對預測誤差 {\displaystyle \operatorname {E} [m,n,t+2*delta]\,\!} 作編碼。

## 影像檔案的處理(Matlab)

### 基本概念
- 灰階影像在Matlab 當中是一個矩陣，彩色影像在Matlab 當中是三個矩陣，分別代表紅色(Red)、綠色(Green)、藍色(Blue)。

.bmp: 沒有經過任何壓縮處理的圖檔
.jpg: 有經過JPEG 壓縮的圖檔
- 要對影像做運算時，要先變成double的格式，否則電腦會預設影像為integer 的格式，在做浮點運算時會產生誤差。

例如，若要對影像做2D離散傅立葉轉換(Discrete Fourier transform)：
im=imread('C:\Program Files\MATLAB\pic\Pepper.bmp');
im=double(im);
Imf=fft2(im);

### 基本指令
- Image 檔讀取: imread
- Image 檔顯示: imshow, image, imagesc
- Image 檔製作: imwrite
- Video 檔讀取: aviread

### 範例
- 黑白影像

im=double(imread('C:\Program Files\MATLAB\pic\Pepper.bmp'));
(如果Pepper.bmp 是個灰階圖，im 將是一個矩陣)
size(im);
(用size 這個指令來看im 這個矩陣的大小)
image(im);
colormap(gray(256));
- 彩色影像

im2=double(imread('C:\Program Files\MATLAB\pic\Pepper512c.bmp'));
size(im2);
(由於這個圖檔是個彩色的，所以im2 將由三個矩陣複合而成)

## 压缩方法
图像压缩可以是有损数据压缩也可以是无损数据压缩。常见的应用有raw和tiff格式等。gif和jpeg是有损压缩。通过DCT变换后选择性丢掉人眼不敏感的信号分量，实现高压缩比率。

### 无损压缩
对于如绘制的技术图、图表或者漫画，优先使用无损压缩，这是因为有损压缩方法，尤其是在低的位速条件下，将会带来压缩失真，如医疗图像或者用于存档的扫描图像……等，这些有价值的内容的压缩也尽量选择无损压缩方法。
- 游程编码
- 熵編碼法
- 如LZW这样的自适应字典算法

### 有损压缩
有损方法非常适合于自然的图像，例如一些应用中图像的微小损失是可以接受的（有时是无法感知的），这样就可以大幅度地减小位速。
- 色彩空间：这是化减到图像中常用的颜色。所选择的颜色定义在压缩图像头的调色板中，图像中的每个像素都用调色板中颜色索引表示。这种方法可以与抖动一起使用以模糊颜色边界。
- 色度抽样：这利用了人眼对于亮度变化的敏感性远大于颜色变化，这样就可以将图像中的颜色信息减少一半甚至更多。
- 变换编码：这是最常用的方法。首先使用如离散余弦变换（DCT）或者小波变换这样的傅立叶相关变换，然后进行量化和用熵編碼法压缩。
- 分形压缩：

## 特性
图像压缩的目的就是在给定位速或者压缩比下实现最好的图像质量。但是，还有一些其它的图像压缩机制的重要特性：
- 可扩展编码 ：又稱渐进编码、嵌入式位流，通常表示操作位流和文件产生的质量下降（没有解压缩和再压缩）。尽管具有不同的特性，在无损编码中也有可扩展编码，它通常是使用粗糙到精细像素扫描的格式。尤其是在下载时预览图像（如浏览器中）或者提供不同的图像质量访问时（如在数据库中）可扩展编码非常有用，有几种不同类型的可扩展性：
  - 质量渐进：又稱层渐进，位流渐进更新重建的图像。
  - 分辨率渐进：首先在低分辨率编码图像，然后编码与高分辨率之间的差别。
  - 成分渐进：首先编码灰度数据，然后编码彩色数据。

- 感兴趣区域编码：图像某些部分的编码质量要高于其它部分，这种方法可以与可扩展编码组合在一起（首先编码这些部分，然后编码其它部分）。
- 元数据信息：压缩数据可以包含关于图像的信息用来分类、查询或者浏览图像。这些信息可以包括颜色、纹理统计信息、小预览图像以及作者和版权信息。

压缩方法的质量经常使用峰值信噪比来衡量，峰值信噪比用来表示图象有损压缩带来的噪声。但是，观察者的主观判断也认为是一个重要的、或许是最重要的衡量标准。